# Meskowski

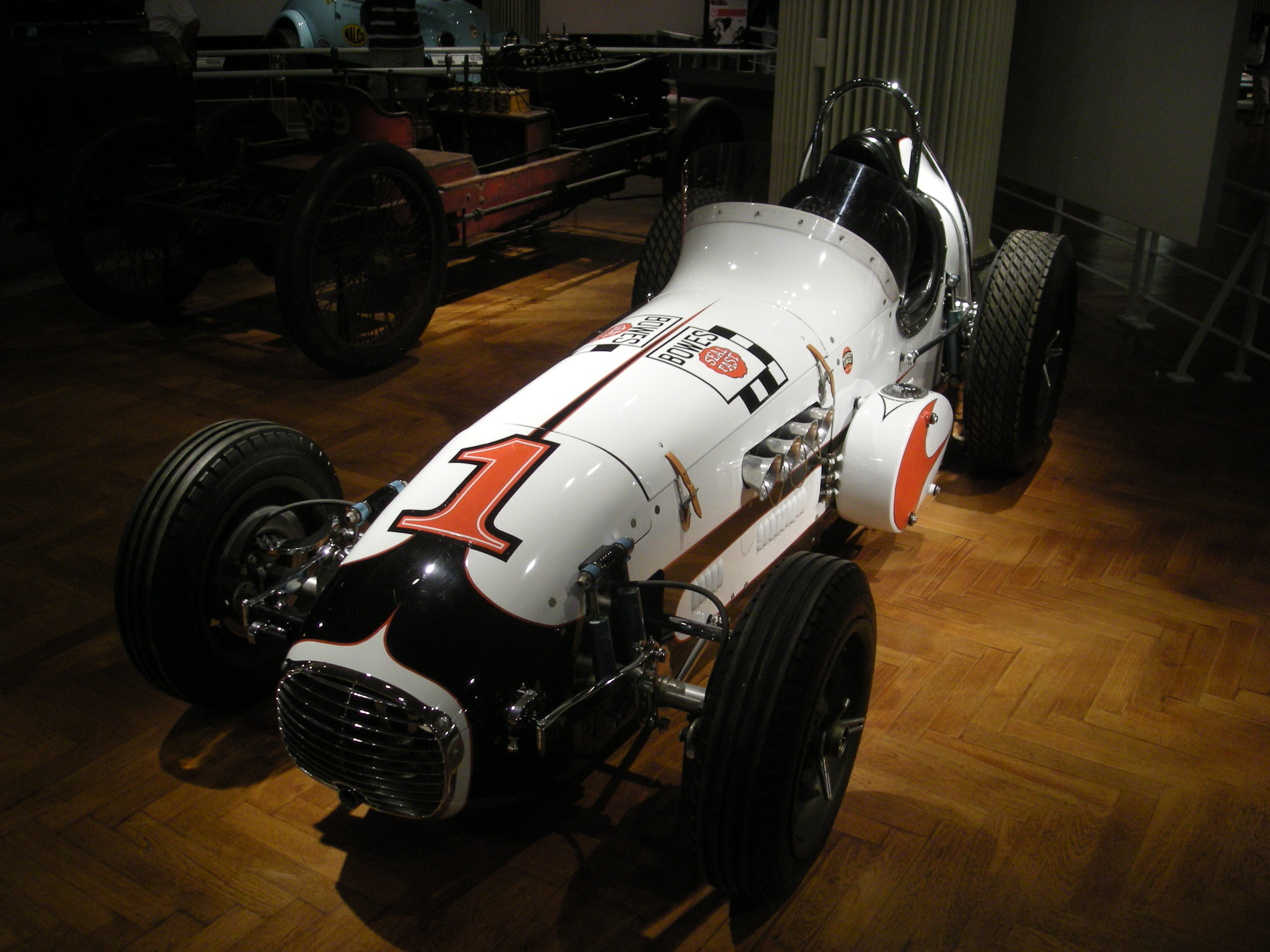
Ein Meskowski-Monoposto, Baujahr 1960

Meskowski war ein US-amerikanischer Chassis-Hersteller im Monoposto-Rennwagenbau der 1960er-Jahre.
Zwei Meskowski-Rennwagen waren 1960 beim 500-Meilen-Rennen von Indianapolis am Start. Bob Veith erreichte in seinem von einem Offenhauser-Motor angetriebenen Rennwagen nach 200 Runden den achten Rang. Bobby Grim wurde Sechzehnter.
Den ersten Sieg mit einem Meskowski in der USAC-Serie feierte Eddie Sachs beim Meisterschaftslauf in Syracuse im September 1959. Anfang der 1960er-Jahre wurde das Unternehmen zu einem der bestimmenden Hersteller dieser Rennserie. Anthony Joseph Foyt gewann 1960 und 1963 zwei Meisterschaften mit Fabrikaten von Meskowski und war mit seinem Sieg in Du Quoin 1967 auch der letzte Rennsieger auf dieser Marke.